# Fermacarte

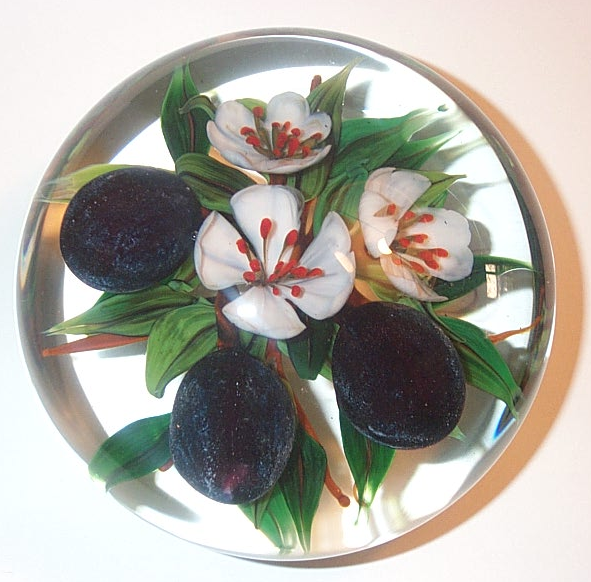
Fermacarte con fiori e frutti realizzato da Rick Ayotte

Un fermacarte (talvolta indicato col nome francese di presse-papiers) è un piccolo oggetto solido che è posto su uno o più fogli di carta per impedire che il vento possa farli muovere. Esso risulta particolarmente essenziale quando ci si trova a dover lavorare a pennello sulla carta stessa come nel caso della calligrafia giapponese. La carta, per il suo poco peso e la sua grande superficie, ha tendenza a muoversi facilmente anche quando a sospingerla sia una leggera brezza. Per la sua maggiore densità e la sua forma compatta se paragonata a quella di un foglio, il fermacarte quindi può impedire alla carta di muoversi. L'oggetto ha necessità di essere particolarmente pesante per svolgere correttamente la propria funzione. Qualsiasi piccolo oggetto come una tazza o un semplice ciottolo possono essere dei fermacarte, ma nel tempo l'uomo ha realizzato degli oggetti decorativi specificatamente creati per questo proposito.
I fermacarte più comuni sono stati realizzati in vetro pieno e sono oggetti d'arte che vengono anche collezionati e si trovano esposti in alcuni musei del settore.
I primi oggetti di questo genere vennero prodotti in Francia dal 1845, ma ebbero una sostanziale ripresa a partire dalla metà del XX secolo.

## Fermacarte: oggetti utili e decorativi
I fermacarte decorativi sono stati pensati per essere facilmente maneggiabili e per essere nel contempo un gradevole oggetto decorativo da scrivania, in particolare se di vetro, con la possibilità di vedere ciò che si trova all'interno da qualsiasi punto di vista lo si osservi, oppure per svolgere la funzione di lente d'ingrandimento.
La base di un fermacarte deve necessariamente essere piatta o leggermente concava per garantire la massima stabilità all'oggetto, mentre la parte superiore può apparire a cupola o può essere tagliata a piacimento con addirittura delle finestrelle per lasciar ammirare quello che si trova all'interno. L'esatta forma varia da oggetto ad oggetto e da artista ad artista, senza comunque dimenticare la funzione primaria per cui esso è stato concepito.
Spesso i fermacarte artigianali vengono realizzati interamente da un solo artigiano data la facilità della realizzazione del pezzo e la sua esclusività nel contempo. Uno dei pezzi più rari ed antichi mai venduti all'asta ha raggiunto la ragguardevole cifra di 250.000 dollari.

## Storia

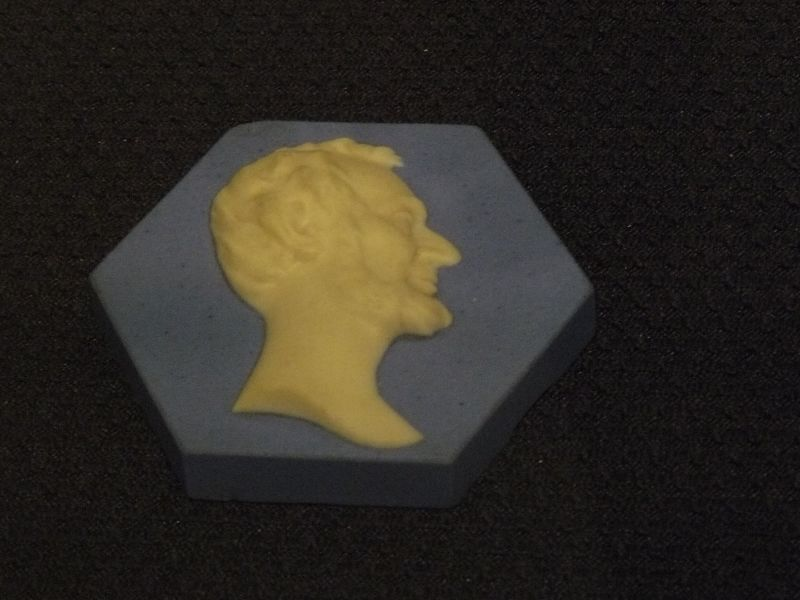
Fermacarte commemorativo col ritratto del presidente Abraham Lincoln realizzato con la tecnica del jasperware

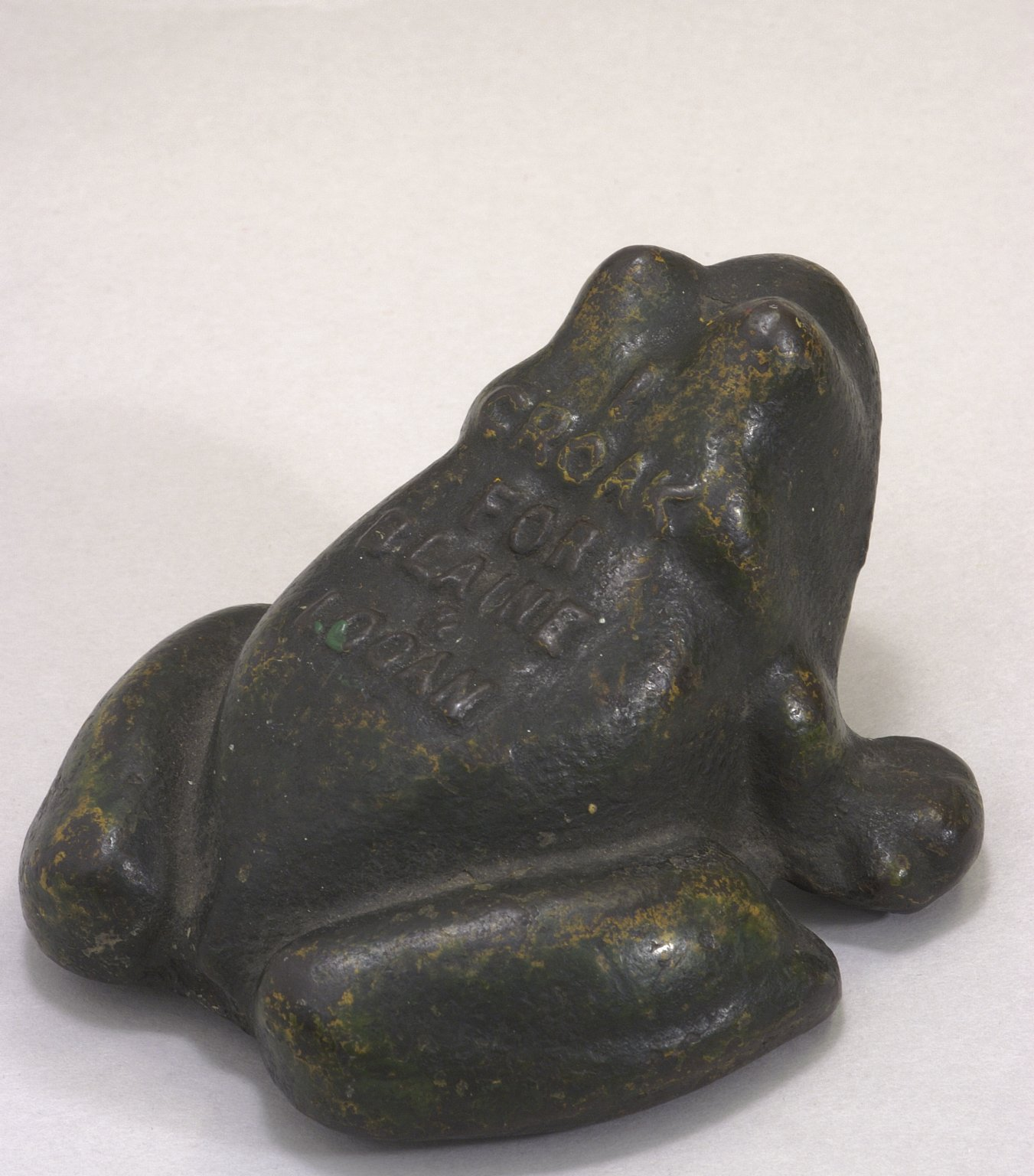
Fermacarte in bronzo a forma di rana del 1884

I fermacarte più antichi sono stati realizzati tra gli anni 1845 e 1860 in tre fabbriche francesi di nome Baccarat, St. Louis e Clichy. L'inventore dei primi fermacarte fu Justin Schubert che realizzò i primi 15.000-25.000 pezzi del periodo cosiddetto "classico". Pesi (solitamente di minore qualità) vennero realizzati anche negli Stati Uniti, nel Regno Unito ed altrove dalla Bacchus (Regno Unito) e dalla New England Glass Company (USA). I moderni fermacarte sono stati realizzati dagli anni cinquanta del Novecento in poi.
Negli USA, Charles Kaziun iniziò nel 1940 a produrre bottoni, fermacarte, rulli per inchiostro ed altri oggetti da scrivania contraddistinti dalla loro semplicità di design. In Scozia, il pioniere Paul Ysart aveva ripreso questa moda assoldando tra l'altro artisti come William Manson, Peter McDougall, Peter Holmes e John Deacons. Un ulteriore impeto a questa produzione artigianale fu dovuto alla pubblicazione del libro di Evangiline Bergstrom, Old Glass Paperweights.
Dalla metà del XX secolo sorsero invece una serie di piccoli studi artigianali, in particolare negli Stati Uniti, con diverse decine di lavoranti che cooperavano insieme per produrre una propria "linea" distintiva di prodotti. I più noti di quest'epoca provengono dai Lundberg Studios, Orient and Flume, Correia Art Glass, St.Clair, Lotton e Parabelle Glass.
Tra la fine degli anni sessanta e la fine degli anni settanta, artisti come Paul Stankard, il suo assistente, Jim D'Onofrio, Chris Buzzini, Delmo e sua figlia Debbie Tarsitano, Victor Trabucco ed i suoi figli, Gordon Smith, Rick Ayotte e sua figlia Melissa, iniziarono a produrre nuove linee di fermacarte.

## Tipologie di fermacarte in vetro

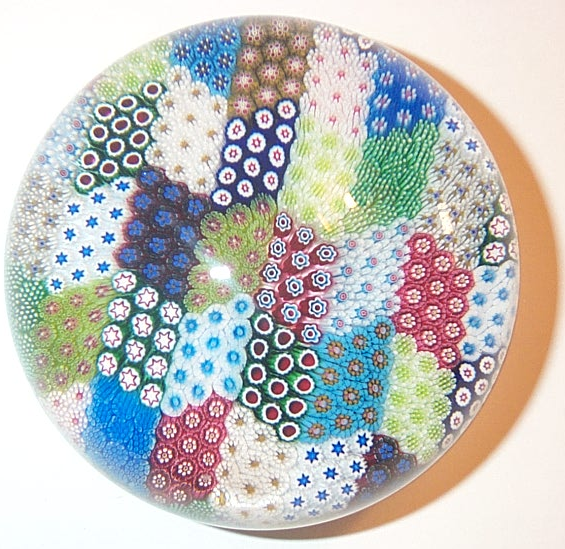
Moderno fermacarte prodotto dalla St. Louis con vetro millefiori, in stile Taracco Carpet Ground (1994)

Alcuni collezionisti si sono specializzati nella collezione di fermacarte specifici, ma più spesso nelle collezioni si trovano mix eclettici.
I fermacarte di stile "millefiori" sono composti da ritagli di vetro di differente colore riassemblati a formare piccoli fiori, dove inoltre è possibile disegnare anche lettere e numeri. Solitamente vengono prodotti a livello industriale. Esistono in molte varianti, compreso quello a sfondo di stile a tappeto come quello mostrato nell'immagine sopra.
Alcuni fermacarte possono contenere al loro interno fiori, frutti, animali o insetti costruiti grazie ad altre composizioni in vetro in maniera singola o composita sotto la cupola. Queste tipologie sono spesso realizzate a livello artigianale.
Alcuni fermacarte possono contenere al loro interno dei camei come medaglioni, ritratti o placche speciali di metallo o ceramica per iscrizioni commemorative o per fini meramente decorativi. Questi sono gli esemplari tipici del periodo classico anche se vengono prodotti tutt'oggi.
I fermacarte "a mulinello" hanno una superficie lucida ed all'interno hanno una fontana di colori che sembra sgorgare o esplodere come un fuoco d'artificio. Possono contenere in tal modo anche decorazioni di stile millefiori. Talvolta questi "fili" possono essere annodati tra loro, a forma di fiocco, o radiare come un sole come nel caso delle produzioni della Saint Louis che ancora oggi rimangono molto popolari.

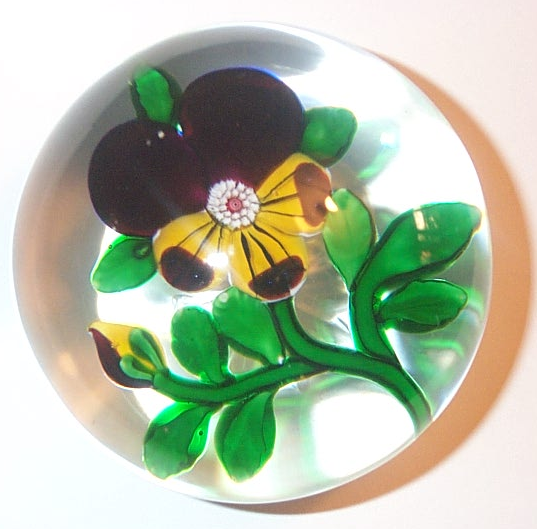
Antico fermacarte di Baccarat

Diversi fermacarte sono stati realizzati con materiale metallico, sali iridescenti e fluorescenti per esaltarne l'aspetto decorativo.
Durante l'era vittoriana in Inghilterra iniziò a diffondersi la moda di porre nei fermacarte dei ritratti sotto le cupole di vetro ed i primi esemplari vennero prodotti a Pittsburgh, Pennsylvania, sfruttando un processo registrato nel 1882 da William H. Maxwell. I fermacarte di questo stile contenevano al loro interno dei ritratti realizzati su vetrolatte poi racchiuso in una cupola di vetro trasparente. Albert A. Graeser, brevettò un processo differente nel 1892 per realizzazioni simili. Durante la medesima epoca divennero particolarmente popolari anche i fermacarte in cristallo di Boemia con sfere in vetro ad imitare gemme preziose o perle.

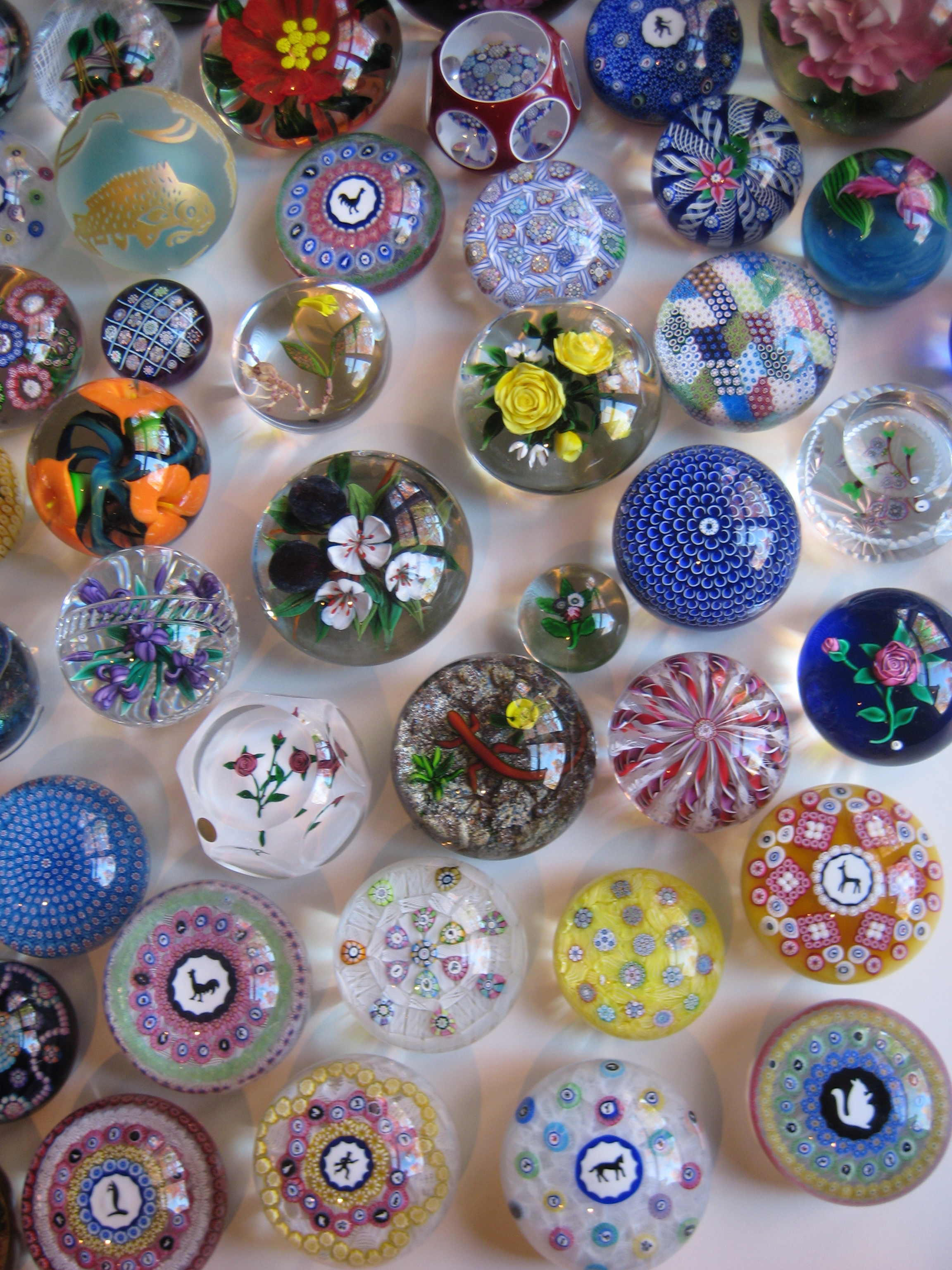
Una collezione di fermacarte

## Musei
Gli Stati Uniti sono la nazione con le principali collezioni di questo genere come quella donata da Arthur Rubloff all'Art Institute of Chicago. Il The Bergstrom-Mahler Museum di Neenah (Wisconsin), mostra l'intera collezione di Evangeline Bergstrom, mentre il Corning Museum of Glass di Corning (New York), mostra quella di Amory Houghton. Lo Yelverton Paperweight Centre di Devon, Inghilterra, ha una collezione di oltre 1000 fermacarte.
Un altro museo di fermacarte americano è il Museum of American Glass presso il Wheaton Arts and Cultural Center di Millville (New Jersey). Nel 1998, Henry Melville Fuller donò 330 pezzi del XX secolo al Currier Museum of Art di Manchester (New Hampshire).